# Vergesellschaftung (Wirtschaft)
Eine Vergesellschaftung ist ein in der Weimarer Verfassung und dem Grundgesetz für die Bundesrepublik Deutschland erwähnter Rechtsbegriff, welcher die Überführung bestimmter  Wirtschaftsgüter und Unternehmen in eine Form von Gemeineigentum oder Gemeinwirtschaft beschreibt.
Derzeit wird insbesondere debattiert, ob und wie der Wechsel einer Rechtsform von Unternehmen zu einem weniger privatnützigen, sozialorientierten Wirtschaften führen kann. Dabei stehen Vorschläge zur Debatte, welche zur Überführung von Eigentum auf Enteignungen und Entschädigungen zurückgreifen. Ein Vorschlag zur Einführung einer neuen Rechtsform als Angebot für interessierte Unternehmer wird ebenfalls teils als ein Weg zu einer stärkeren Vergesellschaftung wahrgenommen.

## Verfassungsrechtliche und geschichtliche Entwicklungen
Bereits die Weimarer Reichsverfassung (WRV) enthielt mit Artikel 156 eine Bestimmung zur Vergesellschaftung, die jedoch nie angewandt wurde. Er war ein Zugeständnis an die Sozialdemokratie sowie die Rätebewegung, die für die Weimarer Republik eine Sozialisierung des Bergbaus und weiterer Schlüsselindustrien anstrebte.
Nach dem Zweiten Weltkrieg wurde in Deutschland heftig um die künftige Wirtschaftsordnung gerungen. Nach dem Krieg herrschten in allen Parteien sozialistische Vorstellungen vor.
Die Verfassung des Landes Hessen vom 1. Dezember 1946 enthält den Sozialisierungsartikel 41. Der SPD-Landtagsabgeordnete Ludwig Bergsträsser sagte bei einer Sitzung der Verfassungsberatenden Versammlung: „Und ich sage Ihnen: Unsere Verfassung wird eine sozialistische sein, oder sie wird nicht sein“. Unter allen Parteien, inklusive der LDP (Vorgängerpartei der FDP Hessen), herrschte Einigkeit, dass zumindest im Falle von monopolistischen Entwicklungen eine Überführung von Unternehmen in Gemeineigentum notwendig sei. Bei einigen Abgeordneten ist hinter ihre Zustimmung dennoch eine taktische Haltung anzunehmen. Auch die amerikanische Besatzung erhob zunächst keine Einwände gegen diese Bestrebungen, solange ein demokratisches Verfahren garantiert sei. Die Ideen waren dabei geprägt von der Weimarer Wirtschaftsdemokratie. Die Landesverfassung sah vor, dass zur Überführung bestimmter Grundstoff- und Verkehrsindustrien in Gemeineigentum ein Landesgesetz zu verabschieden sei. Dem Wortlaut des Gesetzes nach wurde Gemeineigentum nicht mit Staatseigentum gleichgesetzt, schließlich befanden sich die Verkehrsbetriebe bereits im Eigentum des Landes. Die Verfassung sollte ebenfalls nicht auf eine Zentralverwaltungswirtschaft hinwirken. Im Mittelpunkt des dann entwickelten Gesetzesentwurfs stand die Schaffung von zwei neuen Rechtsformen – die Sozialgemeinschaft und die Landesgemeinschaft.
1947 beschloss die CDU der britischen Besatzungszone das Ahlener Programm unter dem Motto „CDU überwindet Kapitalismus und Marxismus“ ein Wirtschafts- und Sozialprogramm der CDU der britischen Zone. Kernpunkte waren die Forderungen nach einer teilweise Vergesellschaftung der Großindustrie und starke Mitbestimmungsrechte. Gleichzeitig sprach das Programm sich gegen einen Staatssozialismus aus. Bleibende wirtschafts- und rechtshistorische Wirkung hat das Ahlener Programm auf die später im Grundgesetz aufgenommene Sozialpflichtigkeit des Eigentums (Art. 14 Grundgesetz) und die Neuordnung des Verhältnisses von Arbeitgebern und Arbeitnehmern durch Tarifautonomie, Betriebsverfassung und Unternehmensmitbestimmung.
In Hessen wie in auch in der gesamten Bundesrepublik löste sich in den Folgejahren der „antikapitalistische Nachkriegskonsens“ auf. Auch auf Betreiben der U.S.-amerikanischen Militärregierung scheiterte ein Gesetz zur Umsetzung der Hessischen Verfassung im Hessischen Landtag am 27. Oktober 1950 mit 41 zu 41 Stimmen.
Artikel 15 des Grundgesetzes für die Bundesrepublik Deutschland vom 23. Mai 1949 lautet wie folgt:

„Grund und Boden, Naturschätze und Produktionsmittel können zum Zwecke der Vergesellschaftung durch ein Gesetz, das Art und Ausmaß der Entschädigung regelt, in Gemeineigentum oder in andere Formen der Gemeinwirtschaft überführt werden. Für die Entschädigung gilt Artikel 14 Abs. 3 Satz 3 und 4 entsprechend.“

## Abgrenzung und Definition
Die Juristin Cara Röhner schreibt, dass im Gegensatz zur Enteignung (nach Artikel 14 des Grundgesetzes) die Vergesellschaftung nicht auf „den individuellen Entzug von Eigentum zugunsten des Allgemeinwohls, sondern [auf] die Einführung einer strukturell anderen Form des Wirtschaftens“ zielt. Anstelle der privaten Gewinnerzielung müsse bei einer Vergesellschaftung das Wirtschaften auf die Bedürfnisbefriedigung der Allgemeinheit gerichtet sein. Der Wechsel eines Rechtsträgers als Grundlage für eine Vergesellschaftung müsse zu einem nicht-privatnützigen, sozialorientierten Wirtschaften führen. Da in der Geschichte der Bundesrepublik noch nie ein Gesetz zur Vergesellschaftung verabschiedet wurde, ist unklar, wie eine Vergesellschaftung in der Praxis aussehen kann.
Industriepolitisch wird die Investitionslenkung teils als „Alternative zur Vergesellschaftung von Schlüsselindustrien“, teils die Vergesellschaftung als Extremform staatlicher Investitionslenkung verstanden.

## Gesellschaftlicher Diskurs
Verschiedene soziale Bewegungen der Bonner Republik verlangten eine Vergesellschaftung insbesondere der Stahlindustrie. So wurde etwa 1981 Vergesellschaftungen von unterschiedlichen Akteuren als Möglichkeit angesehen, Arbeitsplatzverluste in der kriselnden westdeutschen Stahlindustrie zu vermeiden. Das Argument der Stahlbeschäftigten lautete damals, dass der Staat die Stahlproduktion ohnehin stark subventioniere – also auch einen Sanierungsplan auf Grundlage von Stahlproduktion als Gemeineigentum durchführen könne. Die Gewerkschaften standen den damaligen Vorschlägen skeptisch gegenüber, da sie befürchteten Miteigentümer von Unternehmen zu werden und so bei notwendigen Restrukturierungen und der Entlassung von Mitarbeitern in einen Interessenkonflikt zu geraten.
Jüngst erfuhr Artikel 15 neue Aufmerksamkeit durch den Volksentscheid der Initiative Deutsche Wohnen & Co. enteignen, die in Berlin die Enteignung und Vergesellschaftung großer Wohnungsunternehmen fordert. Sie schlägt als Rechtsform für vergesellschaftete Wohnungen eine Anstalt öffentlichen Rechts vor. Neben rechtlichen Bedenken, gebe es laut Rechnungshof des Landes Berlin Befürchtungen, dass eine gesetzlich geregelte Vergesellschaftung bei einer Entschädigung zu marktüblichen Preisen zu hohen Kosten und Risiken führe und so den Neubau und die Instandhaltung von Immobilien verhindere. Eine vom Berliner Senat eingesetzte Expertenkommission kam jedoch zum Schluss, dass eine Vergesellschaftung rechtlich haltbar und eine Entschädigung auch unter dem Marktwert machbar sei.
Teilweise wird auch die Einführung einer neuen Rechtsform („Gesellschaft mit gebundenem Vermögen“), um diese in „Verantwortungseigentum“ zu überführen, als ein Weg für an einer Vergesellschaftung interessierte Unternehmenseigentümer wahrgenommen. Unklar ist allerdings, ob das Verantwortungseigentum das Kriterium der Gesellschaftlichkeit erfüllt, wenn unter einer Vergesellschaftung auch eine Form der demokratischen Kontrolle verstanden wird. Kritiker monieren, dass bisherigen Entwürfen dieser demokratischer Einfluss fehle, auch das Steuerrecht greife bei traditionellen Stiftungen besser als beim Verantwortungseigentum.